# NGC 5573
NGC 5573 ist eine 14,5 mag helle Galaxie vom Hubble-Typ S? im Sternbild Jungfrau und etwa 330 Millionen Lichtjahre von der Milchstraße entfernt.
Sie wurde am 8. Mai 1864 von Albert Marth entdeckt.